# Ratpenat de cua de rata
Els ratpenats de cua de rata (Rhinopoma) formen una família de ratpenats que es troba des de l'Àfrica del Nord fins a Tailàndia i Sumatra.

## Descripció
- Són relativament petits, ja que no acostumen a mesurar més de 5 o 6 cm.[1]
- Tenen cues llargues i nassos arrodonits.[2]

## Reproducció
Tenen una o dues cries a l'any.

## Alimentació
Mengen insectes.

## Hàbitat
Viuen en coves, regions semiàrides, cases i, fins i tot, a les Piràmides d'Egipte.

## Taxonomia
- Ratpenat de cua de rata petit (Rhinopoma hardwickei) (Gray, 1831)
- Ratpenat de cua de rata de MacInnes (Rhinopoma macinnesi) (Hayman, 1937)
- Ratpenat de cua de rata gros (Rhinopoma microphyllum) (Brünnich, 1782)
- Ratpenat de cua de rata moscat (Rhinopoma muscatellum) (Thomas, 1903)[3]
- R. hadramauticum